# Jana Petersen
Jana Petersen, zeitweise Jana Straulino (* 17. Mai 1978 in Hamburg) ist eine deutsche Schauspielerin und Journalistin.

## Leben und Werk
Jana Petersen studierte Sozial- und Kulturanthropologie und Religionswissenschaft an der Freien Universität Berlin. Ihre journalistische Ausbildung absolvierte sie an der Evangelischen Journalistenschule.   
Nach dem Abitur 1997 am Charlotte-Paulsen-Gymnasium in Hamburg erhielt sie kleinere Rollen in Fernsehserien und Filmen, so 1998 in St. Pauli Nacht von Sönke Wortmann und 2000 in Hans-Christian Schmids Film Crazy. 2003 wurde sie mit der romantischen Komödie Seventeen – Mädchen sind die besseren Jungs bekannt, in der sie eine burschikose Schülerin spielt, die sich als Junge ausgibt und in einen Mitschüler verliebt.  
2005 wurde sie in Berlin Mitglied der Entwicklungsredaktion, später des Ressorts Stil der deutschen Ausgabe des Magazins Vanity Fair. Von 2010 bis 2017 war sie Redakteurin der sonntaz und später der taz. am Wochenende, der Wochenendausgabe der taz. Seit 2017 ist sie freie Journalistin und schreibt unter anderem für die taz. am Wochenende, Zeit Online, Tagesspiegel am Sonntag, Monopol und Feministische Studien. Einige ihrer Texte wurden auf waahr.de, einem Online-Archiv für literarische Texte, veröffentlicht. Nach dem Tod ihres Partners Marc Fischer stellte sie für Kiepenheuer & Witsch den Sammelband "Die Sache mit dem Ich" zusammen, für den sie auch ein Nachwort beisteuerte.   
Petersen ist aktiv in der AG Queer Anthropology, Gender and Sexualities der DGSKA. Sie ist Mitglied im PEN Berlin.   
Seit einer Covid-Infektion 2022 ist Petersen an Long Covid und ME/CFS erkrankt. Über ihr Krankheitserleben und die gesellschaftlichen, politischen und ökonomischen Kontexte dieser Erkrankungen schrieb sie sowohl wissenschaftliche als auch journalistische Texte, etwa für Zeit Online, das Arte-Magazin und Monopol.
Sie war mit dem Fotografen Alexander Straulino verheiratet. Seit ihrer Scheidung führt sie wieder ihren Geburtsnamen. Sie ist Mutter zweier Söhne.

## Auszeichnungen
2011 wurde Petersen für ihr Interview „Mülldeponien werden zu Moscheen“ für den Deutschen Reporterpreis nominiert.
Sie war Stipendiatin der FAZIT-Stiftung und ist Stipendiatin des Deutschlandstipendiums.

## Filmografie

### Rollen in Filmen
- 1998: St. Pauli Nacht als Jane
- 1999: Hamburg – Stadt in Angst als Sabine
- 2000: Crazy als Das Mädchen im Zug
- 2000: Das Psycho-Girl als Andrea
- 2000: Pas de deux als Anna
- 2001: Die Ritterinnen als Bonny
- 2002: REC – Kassettenjungs/Kassettenmädchen als Johanna
- 2002: Voll korrekte Jungs als Vanessa
- 2003: Seventeen – Mädchen sind die besseren Jungs als Luka/Frankie
- 2006: Ausgeliefert! Jagd durch Berlin
- 2007: Die Überflüssigen als Zoe

### Gastrollen in Fernsehserien
- 1998: In aller Freundschaft als Tiziana Schomburg
- 1999: Die Pfefferkörner als Lisa
- 2001: Die Wache als Sonja Steiner
- 2001: Sinan Toprak ist der Unbestechliche als Ophelia Wenzel
- 2002: Die Strandclique als Sofia Peters
- 2004: Küstenwache als Martina Röder
- 2005: Wilde Engel als Tatiani Loos
- 2005: Das Geheime Leben der Spielerfrauen als Melanie Zander

### Musikvideo
- 2003: Turbostaat – Schwan (on stage)